# Pala Casino 400
Il Pala Casino 400 è stata una gara di 400 miglia (643,737 km) del campionato NASCAR Sprint Cup Series e si è svolta presso l'Auto Club Speedway di Fontana (California). Prima del 2005, la gara era tenuta verso fine Aprile o agli inizi di Maggio, e fino al 2010, la distanza da dover percorrere era di 500 miglia (804,672 km). Con il "NASCAR Realignment" del 2005, la gara fu spostata nella settimana di Febbraio seguente la Daytona 500. La gara si tenne a Febbraio fino al 2011 quando venne spostata a Marzo. Dopo aver notato i buoni risultati che l'accorciamento della gara autunnale, la Pepsi Max 400, poi definitivamente cancellata, aveva portato, l'Auto Club Speedway decise di fare lo stesso alla sua gara primaverile, ossia l'Auto Club 400. 
Kyle Busch detiene il titolo come ultimo vincitore della corsa nel 2023.

## Edizioni
| Anno  | Data            | N°            | Pilota           | Scuderia                 | Produttore    | Distanza      | Distanza      | Tempo         | Media (mph)   |
| Anno  | Data            | N°            | Pilota           | Scuderia                 | Produttore    | Giri          | Miglia (km)   | Tempo         | Media (mph)   |
| ----- | --------------- | ------------- | ---------------- | ------------------------ | ------------- | ------------- | ------------- | ------------- | ------------- |
| 1997  | 22 Giugno       | 24            | Jeff Gordon      | Hendrick Motorsports     | Chevrolet     | 250           | 500 (804.672) | 3:13:32       | 155.012       |
| 1998  | 3 Maggio        | 6             | Mark Martin      | Roush Racing             | Ford          | 250           | 500 (804.672) | 3:33:57       | 140.22        |
| 1999  | 2 Maggio        | 24            | Jeff Gordon      | Hendrick Motorsports     | Chevrolet     | 250           | 500 (804.672) | 3:19:38       | 150.276       |
| 2000  | 30 Aprile       | 12            | Jeremy Mayfield  | Penske Racing            | Ford          | 250           | 500 (804.672) | 3:20:50       | 149.378       |
| 2001  | 29 Aprile       | 2             | Rusty Wallace    | Penske Racing            | Ford          | 250           | 500 (804.672) | 3:29:37       | 143.118       |
| 2002  | 28 Aprile       | 48            | Jimmie Johnson   | Hendrick Motorsports     | Chevrolet     | 250           | 500 (804.672) | 3:19:53       | 150.088       |
| 2003  | 27 Aprile       | 97            | Kurt Busch       | Roush Racing             | Ford          | 250           | 500 (804.672) | 3:34:07       | 140.111       |
| 2004  | 2 Maggio        | 24            | Jeff Gordon      | Hendrick Motorsports     | Chevrolet     | 250           | 500 (804.672) | 3:38:33       | 137.268       |
| 2005  | 27 Febbraio     | 16            | Greg Biffle      | Roush Racing             | Ford          | 250           | 500 (804.672) | 3:34:45       | 139.697       |
| 2006  | 26 Febbraio     | 17            | Matt Kenseth     | Roush Racing             | Ford          | 251*          | 502 (807.89)  | 3:23:43       | 147.852       |
| 2007  | 25 Febbraio     | 17            | Matt Kenseth     | Roush Fenway Racing      | Ford          | 250           | 500 (804.672) | 3:36:41       | 138.451       |
| 2008  | 24/25* Febbraio | 99            | Carl Edwards     | Roush Fenway Racing      | Ford          | 250           | 500 (804.672) | 3:46:04       | 132.704       |
| 2009  | 22 Febbraio     | 17            | Matt Kenseth     | Roush Fenway Racing      | Ford          | 250           | 500 (804.672) | 3:40:51       | 135.839       |
| 2010  | 21 Febbraio     | 48            | Jimmie Johnson   | Hendrick Motorsports     | Chevrolet     | 250           | 500 (804.672) | 3:31:24       | 141.911       |
| 2011* | 27 Marzo        | 29            | Kevin Harvick    | Richard Childress Racing | Chevrolet     | 200           | 400 (643.737) | 2:39:06       | 150.849       |
| 2012  | 25 Marzo        | 14            | Tony Stewart     | Stewart-Haas Racing      | Chevrolet     | 129*          | 258 (415.21)  | 1:36:39       | 160.166       |
| 2013  | 24 Marzo        | 18            | Kyle Busch       | Joe Gibbs Racing         | Toyota        | 200           | 400 (643.737) | 2:57:19       | 135.351       |
| 2014  | 23 Marzo        | 18            | Kyle Busch       | Joe Gibbs Racing         | Toyota        | 206*          | 412 (663.05)  | 3:05:53       | 132.987       |
| 2015  | 22 Marzo        | 2             | Brad Keselowski  | Team Penske              | Ford          | 209*          | 418 (672.706) | 2:58:18       | 140.662       |
| 2016  | 20 Marzo        | 48            | Jimmie Johnson   | Hendrick Motorsports     | Chevrolet     | 205*          | 410 (659.831) | 2:59:17       | 137.213       |
| 2017  | 26 Marzo        | 42            | Kyle Larson      | Chip Ganassi Racing      | Chevrolet     | 202*          | 404 (650.175) | 2:57:46       | 136.359       |
| 2018  | 18 Marzo        | 78            | Martin Truex Jr. | Furniture Row Racing     | Toyota        | 200           | 400 (643.737) | 2:42:41       | 147.526       |
| 2019  | 17 Marzo        | 18            | Kyle Busch*      | Joe Gibbs Racing         | Toyota        | 200           | 400 (643.737) | 2:47:42       | 143.113       |
| 2020  | 1 Marzo         | 88            | Alex Bowman      | Hendrick Motorsports     | Chevrolet     | 200           | 400 (643.737) | 2:37:07       | 152.753       |
| 2021  | Non disputata   | Non disputata | Non disputata    | Non disputata            | Non disputata | Non disputata | Non disputata | Non disputata | Non disputata |
| 2022  | 27 Febbraio     | 5             | Kyle Larson      | Hendrick Motorsports     | Chevrolet     | 200           | 400 (643.737) | 3:03:07       | 114.222       |
| 2023  | 26 Febbraio     | 8             | Kyle Busch       | Richard Childress Racing | Chevrolet     | 200           | 400 (643.737) | 3:08:05       | 127.603       |

- 2006 e 2014–2017: Gara estesa a causa di un NASCAR Overtime finish. La gara del 2015 ebbe due partenze.
- 2008: La gara iniziò domenica ma finì lunedì a causa della pioggia.
- 2011: La lunghezza della gara cambiò da 500 miglia a 400. Kevin Harvick sorpassò Jimmie Johnson all'ultimo giro per poi andare a vincere, il primo giro passò nella storia dell'ACS.
- 2012: Gara accorciata a causa della pioggia.
- 2019: 200ª vittoria di Kyle Busch in carriera nelle 3 categorie principali NASCAR .
- 2021: Gara cancellata e spostata al Daytona International Speedway a causa della Pandemia di COVID-19.

### Vincitori plurimi (piloti)
| Vittorie | Pilota         | Anni                   |
| -------- | -------------- | ---------------------- |
| 4        | Kyle Busch     | 2013, 2014, 2019, 2023 |
| 3        | Jeff Gordon    | 1997, 1999, 2004       |
| 3        | Matt Kenseth   | 2006, 2007, 2009       |
| 3        | Jimmie Johnson | 2002, 2010, 2016       |
| 2        | Kyle Larson    | 2017, 2022             |

### Vincitori plurimi (team)
| Vittorie | Team                     | Anni                                           |
| -------- | ------------------------ | ---------------------------------------------- |
| 8        | Hendrick Motorsports     | 1997, 1999, 2002, 2004, 2010, 2016, 2020, 2022 |
| 7        | Roush Fenway Racing      | 1998, 2003, 2005, 2006, 2007, 2008, 2009       |
| 3        | Team Penske              | 2000, 2001, 2015                               |
| 3        | Joe Gibbs Racing         | 2013, 2014, 2019                               |
| 2        | Richard Childress Racing | 2011, 2023                                     |

### Costruttori (vittorie)
| Vittorie | Costruttore | Anni                                                                   |
| -------- | ----------- | ---------------------------------------------------------------------- |
| 12       | Chevrolet   | 1997, 1999, 2002, 2004, 2010, 2011, 2012, 2016, 2017, 2020, 2022, 2023 |
| 10       | Ford        | 1998, 2000, 2001, 2003, 2005, 2006, 2007, 2008, 2009, 2015             |
| 4        | Toyota      | 2013, 2014, 2018, 2019                                                 |

## Storia
1997: Dopo quasi dieci anni, la NASCAR torna nella California meridionale il 22 giugno con l'inaugurale California 500. Durante la corsa ci sono stati 21 cambi di leader tra circa una dozzina di piloti diversi. Quando mancavano 11 giri al termine della gara, Jeff Gordon prese la testa della corsa passando Mark Martin andando a vincere la corsa. Terry Labonte arrivò secondo dando alla Hendrick Motorsports un'altra doppietta.
2000: Jeremy Mayfeld arrivò primo per la seconda volta in carriera dando una vittoria alla Penske Racing South. Durante la cerimonia di premiazione, Mayfeld saltò sul tetto della sua vettura e la danneggiò, accorciandola. Per questo suo gesto fu penalizzato. Da allora, il NASCAR Sanctioning Body, permise ai piloti di saltare sul tetto delle proprie macchine.
2001: Durante quello che sarebbe stato il 50º compleanno di Dale Earnhardt, la gara fu vinta da Rusty Wallace con Jeff Gordon al secondo posto. Durante la cerimonia di premiazione, Rusty prese una bandiera con il numero 3 e la sventolò mentre percorreva il tracciato in direzione opposta. Nel 1993 Earnhardt e Wallace percorsero anch'essi il tracciato in direzione inversa per sventolare le bandiere di Alan Kulwicki e Davey Allison alla loro ultima gara ad Atalanta quell'anno. Dopo la morte di Dale, Rusty fu l'ultimo di quei quattro piloti a gareggiare.
2002: Ci sono stati ben dieci piloti a non terminare la gara, di cui cinque si ritirarono a causa di gravi incidenti alle loro vetture mentre gli altri cinque a causa di problemi al motore. Circa il 10% della gara da 199 minuti si tenne sotto un regime di bandiera gialla mentre la bandiera verde fu esposta in totale per all'incirca 38 giri. A causa dell'infortunio di Dale Earnhardt Jr., la NASCAR fu costretta a modificare il regolamento obbligando i piloti che avevano avuto un incidente a recarsi forzatamente al centro medico con l'ambulanza; nonostante ciò lui non ha ammesso di aver avuto quest'infortunio a metà settembre. Alla fine, Jimmie Johnson riuscì a tenere dietro Kurt Busch andando a vincere la sua prima gara in carriera.
2008: La gara ebbe luogo la domenica, completando 87 giri di cui 7 con bandiere gialle e 2 bandiere rosse. Una bandiera rossa è stata causata al 21º giro durante il primo giorno quando Casey Mears è andato in testacoda scivolando sull'acqua fuoriuscita dalle crepe del tracciato, andando a sbattere con Dale Earnhardt Jr. e rovesciandosi sul tetto di Sam Hornish Jr. La NASCAR posticipò l'evento al giorno dopo a causa di una eccessivamente lunga bandiera rossa. Il ritardo della domenica fece anche ritardare la Stater Brothers 300 al lunedì. Carl Edwards avrebbe vinto l'evento, mentre finì la Nationwide Series in quinta posizione. La Cup Race fu posticipata alle 02:00 ET di lunedì e fu ripresa alle 13:00 ET dello stesso giorno. La Nationwide Series Race si tenne poco dopo alle 17:00 ET del lunedì.
2013: Kyle Busch concluse in prima posizione per via dell'incidente tra Joey Logano e Denny Hamlin avvenuto all'ultimo giro mentre lottavano per il gradino più alto del podio. Busch inoltre vinse anche la Nationwide il giorno prima. È sia la prima vittoria per Fontana nella NASCAR Cup Series che per Joe Gibbs e la Toyota. Dal 2011 al 2013 Busch terminò le gara in ordine inverso: 3° (2011), 2° (2012) e 1° (2013). L'incidente all'ultimo giro tra Logano e Hamlin fece scontrare Hamlin frontalmente con il muro interno (senza alcuna barriera di protezione).
2014: Denny Hamlin annunciò, ad un'ora dalla partenza, che non avrebbe preso parte alla gara poiché, a causa di una sinusite, la sua vista non era ottimale. Così la Joe Gibbs Racing chiamò Sam Hornish per la gara, la quale fu funestata da un elevato numero di pneumatici che cedevano, più di 20. Molti piloti come Dale Earnhardt Jr., Kevin Harvick, Jimmie Johnson, Brad Keselowski, Marcos Ambrose, e altri, furono vittime di guasti agli pneumatici e dovettero risalire il gruppo. Un testacoda di Clint Bowyer a due giri dal termine fece terminare la gara sotto regime di bandiera verde-bianca. Durante il penultimo giro, le macchine si appaiarono l'una all'altra cinque a cinque, con in testa Kurt Busch. All'ultimo giro, Kyle Busch e il vincitore della Nationwide race Kyle Larson sorpassarono Kurt diventando i leader della gara. Questo diede inizio ad una battaglia testa a testa tra i due che prese il nome di "Kyle and Kyle Show". Sembrava che Larson stesse per vincere la sua prima Cup race, ma Busch si liberò e si mise davanti Larson all'uscita di curva 4 e ottenne la sua seconda vittoria di fila all'Auto Club. Durante la gara il leader cambiò 35 volte tra 15 piloti in totale. 
2016: Dopo un'ammonizione a fine gara, Jimmie Johnson si fece spazio dal gruppo per tenere testa ai leader Kevin Harvick e Denny Hamlin per rivendicare la sua 77° vittoria in carriera nella Superman Car, superando il record di Dale Earnhardt. Johnson avrebbe poi vinto il suo settimo campionato, raggiungendo Earnhardt e Richard Petty nei campionati più vinti in carriera.
2019: Kyle Busch arrivò alla sua 200° vittoria in carriera vincendo tutti e 3 gli stage e rimontando dopo aver subito una penalità nella pit lane, eguagliando il record di Richard Petty per il maggior numero di vittorie nella NASCAR National Series.
2020: Dopo un tributo pre-gara a Jimmie Johnson per la sua ultima gara a Fontana, il suo compagno di squadra di Hendrick Motorsports, Alex Bowman, conduce la gara per ben 110 giri ed ottiene la seconda vittoria in carriera.
2022: La Cup Series ritorna a Fontana dopo l'assenza a causa della Pandemia di Covid-19. Durante la gara ci sono state 12 cautions (nuovo record) e 32 cambi al comando, l'ultimo dei quali il sorpasso del campione in carica della serie Kyle Larson ai danni di Daniel Suarez a tre giri dalla fine.